# 野方
野方（日语：／ Nogata */?）是東京都中野區的地名。現行行政地名為野方一丁目至野方六丁目。2013年10月1日為止的人口有20,470人。郵遞區號165-0027。

## 地理
位於中野區偏北的位置。東鄰中野區新井與沼袋。北與中野區丸山之間以新青梅街道為界。西鄰中野區大和町、若宮、鷺宮。南鄰中野區中野、杉並區高圓寺北。野方二丁目與野方三丁目之間以妙正寺川為界。環七通是野方一丁目、野方二丁目與西部大和町的邊界，也是野方三丁目、野方四丁目與野方五丁目、野方六丁目的分界。町內多為住宅地，野方站周邊為商店街，環七周邊自昭和時代就聚集許多拉麵店。

## 歷史
來自古時的野方領

## 交通
町內有西武新宿線野方站。環七通上也有許多巴士路線。

### 巴士
- 新宿站西口～王子站（都營巴士）（野方站巴士站周邊）
- 高圓寺站北口～赤羽站東口（國際興業巴士、關東巴士)（野方站巴士站周邊）
- 高圓寺站北口～風玉南住宅（關東巴士）（野方站停留所周邊）
- 高圓寺站北口～練馬站（關東巴士）（野方站停留所周邊）
- 中野站北口～野方（關東巴士）
- 新宿西口～中野站北口～野方（關東巴士）
- 中野站～野方～阿佐谷營業所（關東巴士）
- 社區巴士「なかのん」
- 中野站北口～阿佐谷站北口（往早稻田通中野方向一部分行經野方。)

## 設施
- 宮坂釀造
- 東京都立中野工業高等學校
- 路加醫院（ルカ病院）
- 野方診所（のがたクリノック）
- 野方圖書館
- 野方地域中心
- 東山老人會館
- 野方老人會館
- 野方站前交番
- 東山公園
- 野方第2公園
- 野方第1公園
- 蒲公英（たんぽぽ）公園
- 駒鳥（こまどり）公園

## 町外以野方命名的公共設施
- 野方消防署（丸山）
- 野方警察署（中野）
- NTT野方大樓（新井）
- 區立野方小學校（新井）

## 曾出現野方的作品
- 《海邊的卡夫卡》（村上春樹）
- 《驚爆危機》（「無法同情的四面楚歌？」）
- 《アジアの隼》（黑木亮）

## 備註
1. ↑  .   [2013-10-08]. （原始内容存档于2015-06-10）.